# C'est ça l'amour (film, 1978)
Pour les articles homonymes, voir C'est ça l'amour.
Pour plus de détails, voir Fiche technique et Distribution.
C'est ça l'amour (Questo sì che è amore) est un film de Noël dramatique italien sorti en 1978 et réalisé par Filippo Ottoni.

## Synopsis
Un enfant sans anticorps dans le sang vit dans une cage en verre. Ses parents sont sur le point de divorcer et la veille de Noël, il décide de s'enfuir de l'hôpital.

## Fiche technique
- Titre en français : C'est ça l'amour ou La Dernière Nuit de Noël[1]
- Titre original : Questo sì che è amore[2]
- Réalisation : Filippo Ottoni
- Scénario :	Enrico Oldoini, Filippo Ottoni, Sonia Molteni
- Photographie :	Mario Vulpiani
- Montage : Angelo Curi
- Musique : Stelvio Cipriani
- Décors : Franco Vanorio
- Costumes : Corrado Colabucci (it)
- Production : Mario Cotone, Ovidio Assonitis, Alfio Caponetto, Jacques Goyard
- Société de production : Creative Film Century
- Pays de production :  Italie
- Langue originale : anglais britannique
- Format : Couleurs par Technicolor - 1,85:1 - Son mono - 35 mm
- Durée : 100 minutes
- Genre : Drame
- Dates de sortie :
  - Italie : 16 janvier 1978
  - France : 17 août 1983[1]

## Distribution
- Sven Valsecchi (it) : Tommy
- Christopher George : Mike
- Gay Hamilton (en) : Gwen
- Donatella Ceccarello : l'infirmière Duncan
- Laura Trotter : Jenny
- Mauro Curi : Larry
- Stefano Torossi (it) : Eddy
- Christopher Biggins : le Père Noël
- Stephen Lewis : l'agent de police
- Valerio Ruggeri : le docteur
- Roberto Bruni : le juge
- Stefania Spugnini : Carol
- Aldo Frollini : Burt